# Ramin
Ramin – miejscowość i gmina w północno-wschodnich Niemczech, w kraju związkowym Meklemburgia-Pomorze Przednie, w powiecie Vorpommern-Greifswald, wchodzi w skład Związku Gmin Löcknitz-Penkun, w obrębie aglomeracji szczecińskiej.
W gminie ma swój początek droga krajowa B104, biegnąca od granicy polsko-niemieckiej do Lubeki. Przez teren gminy przebiega również droga krajowa B113.
Według danych ze spisu z 2022 Polacy stanowią 37,1% mieszkańców gminy.

## Zabytki
- dwór wraz z parkiem i zabudowaniami gospodarczymi
- kościół ewangelicki, sięgający XIII w.
- stare domy i zabudowania gospodarcze

Zabytki w pozostałych częściach gminy:
- w Bismarku: kościół, stary dom i budynek gospodarczy
- w Gellinie: dwór i spichlerz
- w Grenzdorfie: dwór i zabudowania gospodarcze
- w Hohenfelde: dwór z parkiem
- w Retzinie: kościół, plebania, stare zabudowania gospodarcze
- w Schmagerowie: kościół i mauzoleum

Zabytkowe kościoły:
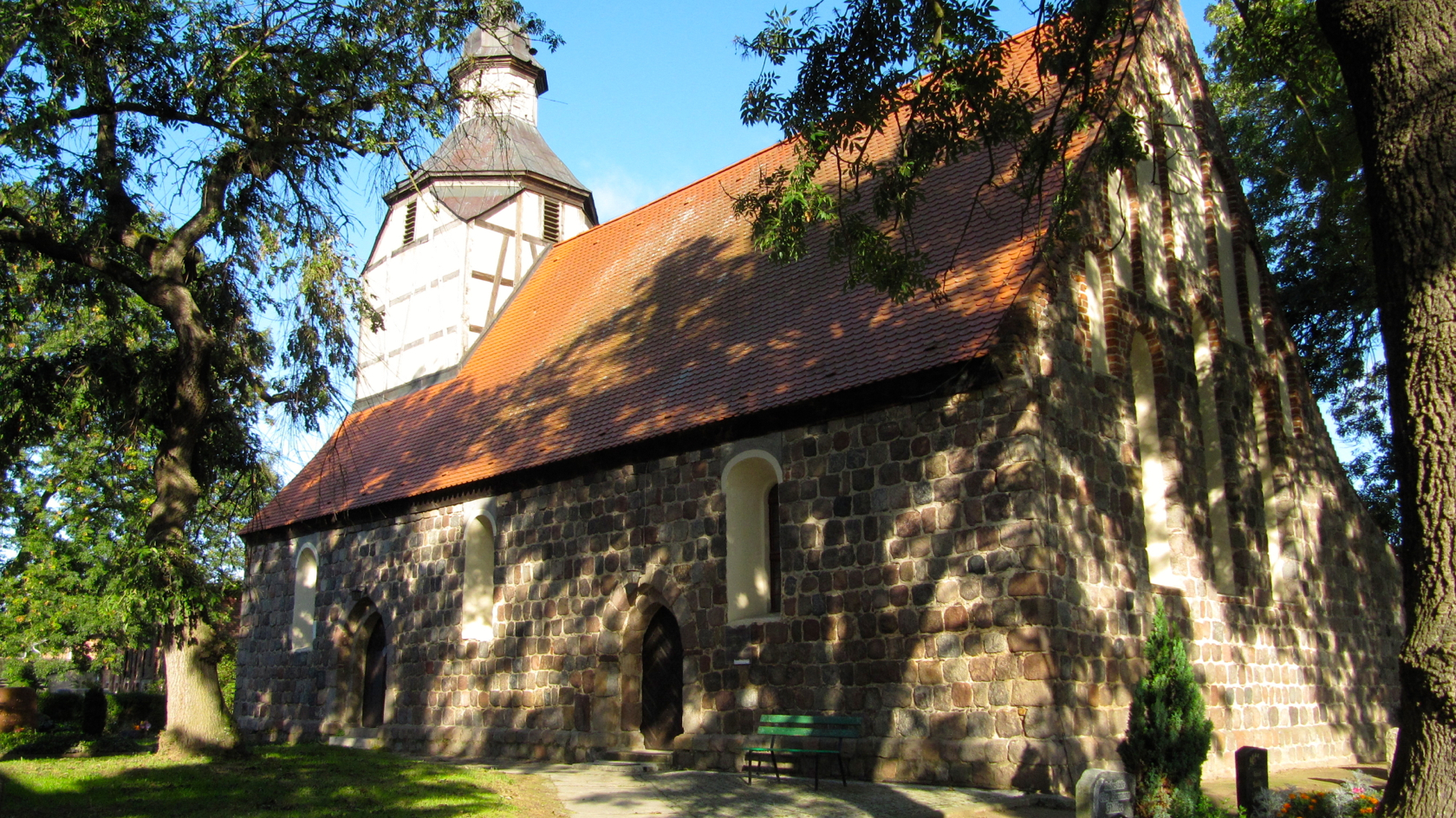
w Raminie
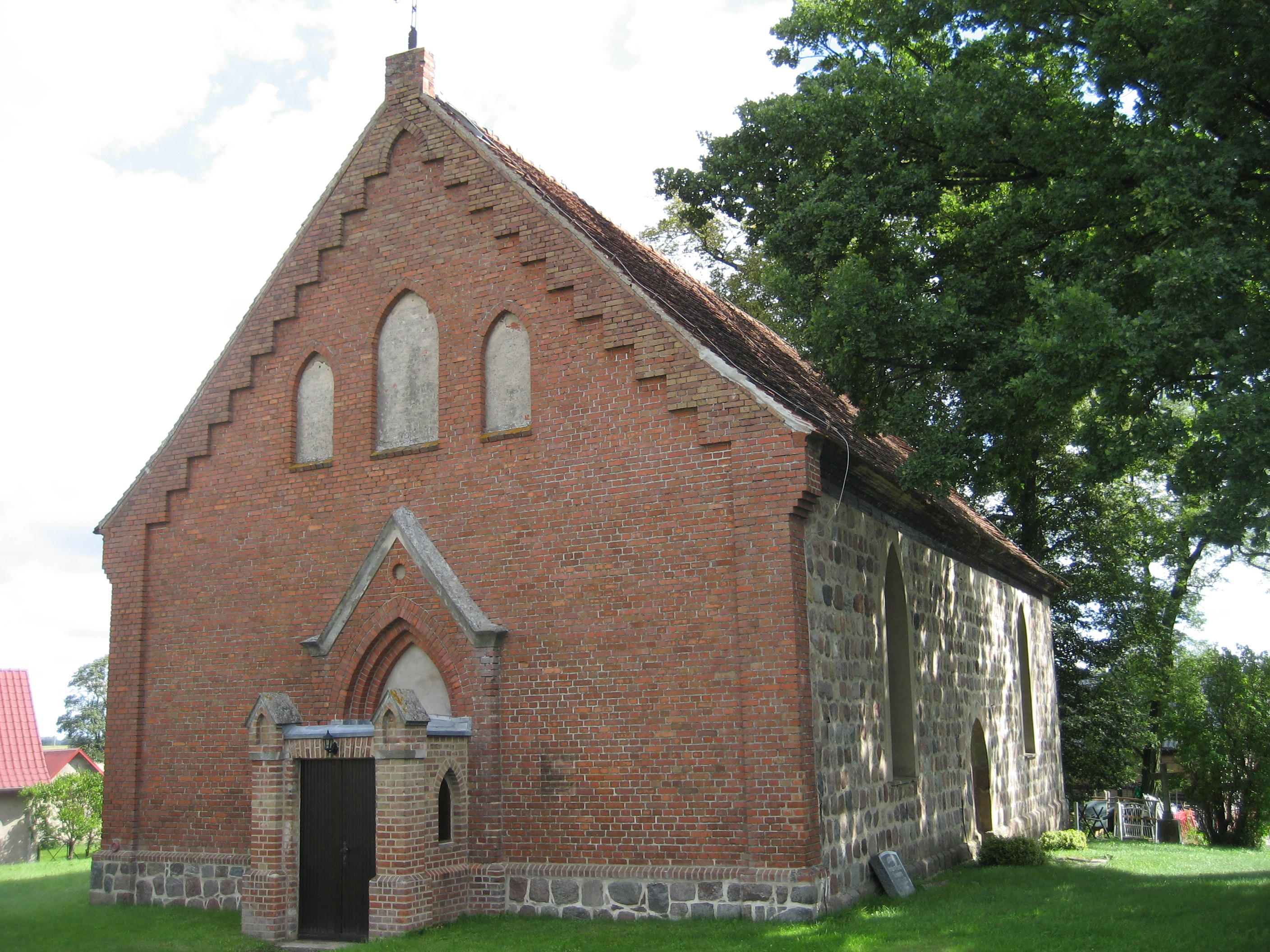
w Bismarku
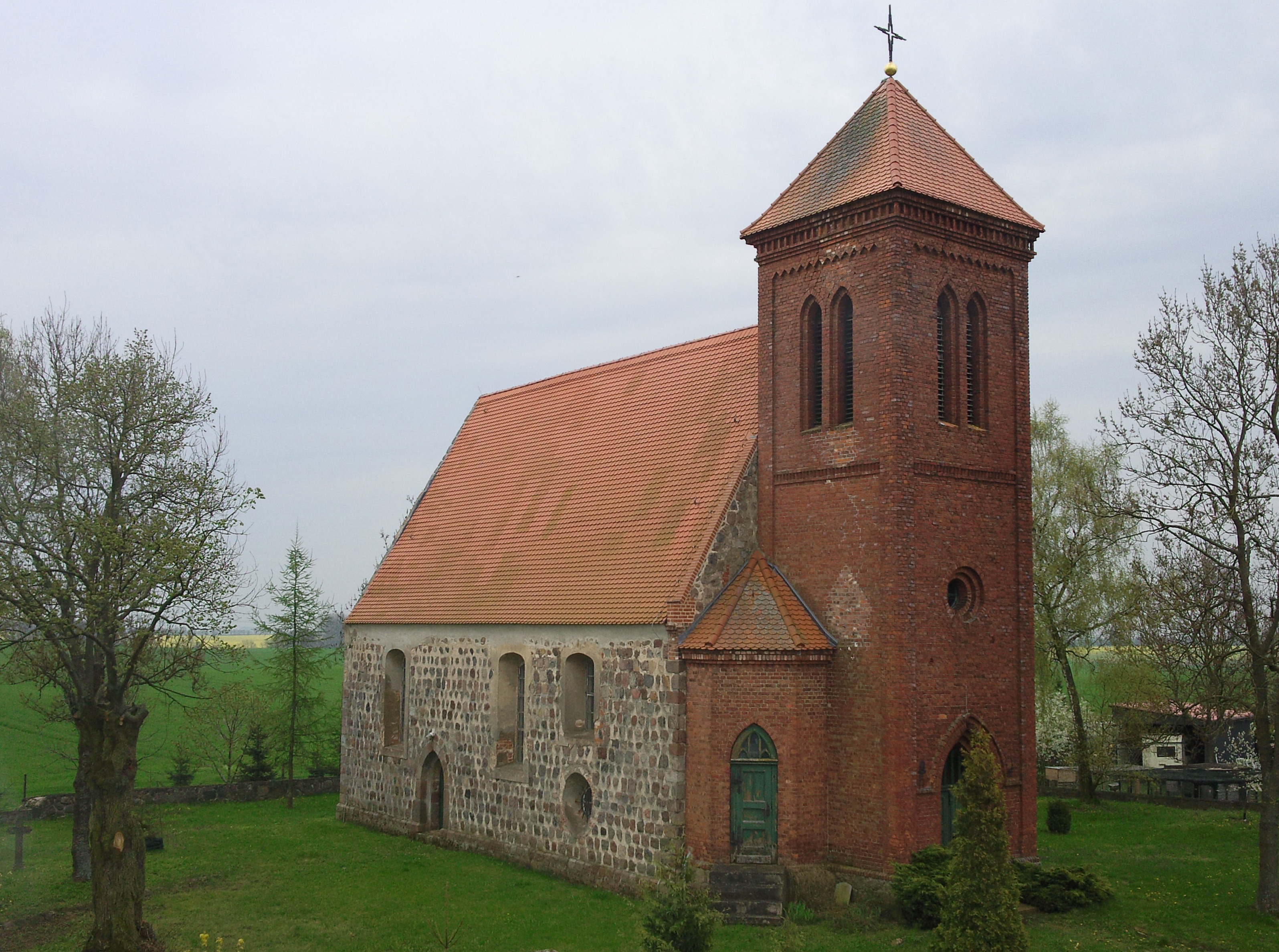
w Retzinie
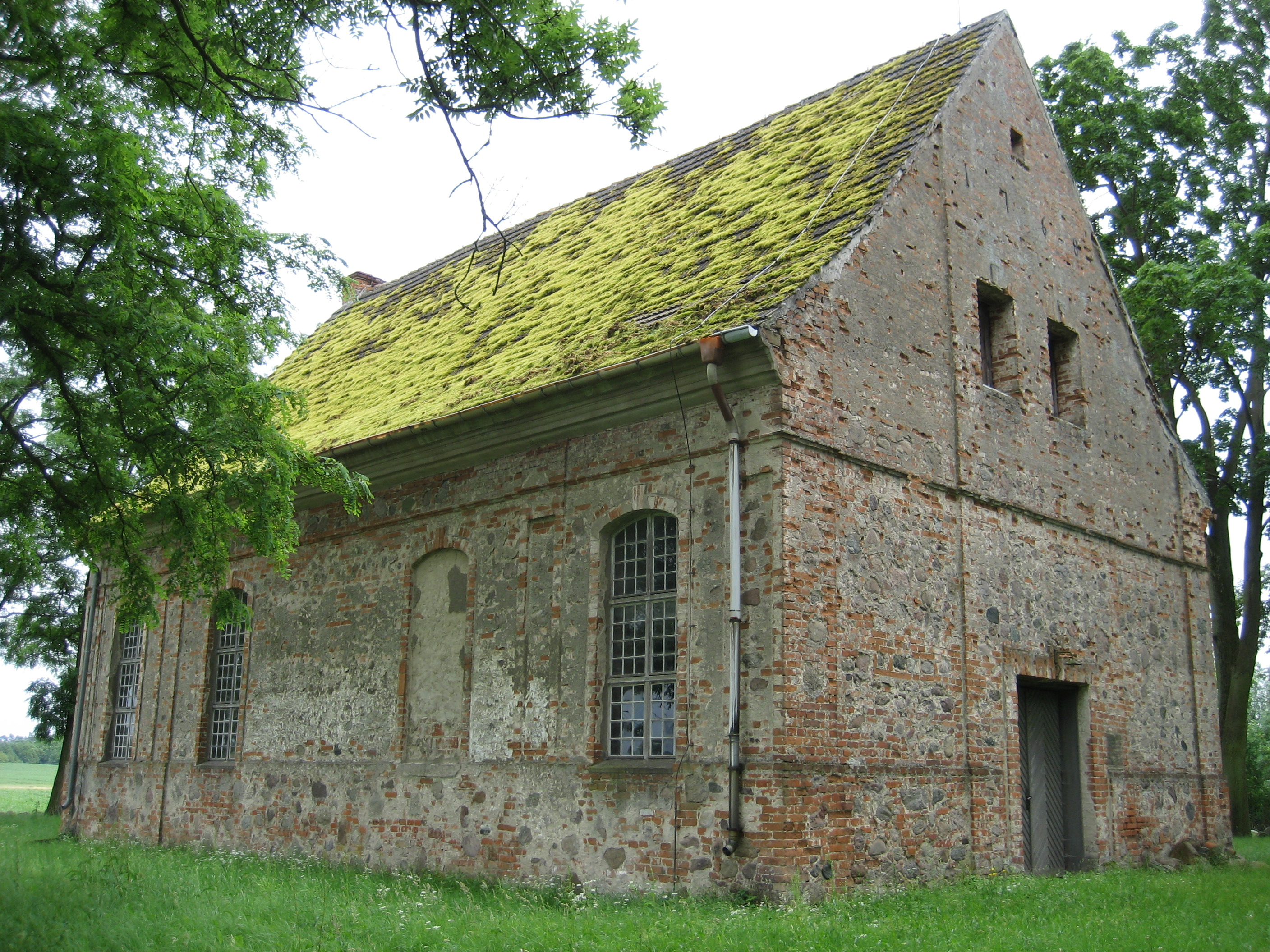
w Schmagerowie